# Rejowiec (gmina)
Pour les articles homonymes, voir Rejowiec.
Rejowiec est une gmina rurale (gmina wiejska) du powiat de Chełm, dans la Voïvodie de Lublin, dans l'est de la Pologne.
Son siège administratif (chef-lieu) est le village de Rejowiec, qui se situe environ 17 kilomètres au sud-ouest de Chełm (siège du powiat) et 52 kilomètres à l'est de la capitale régionale Lublin (capitale de la voïvodie).
La gmina couvre une superficie de 106,25 km2 pour une population de 6 695 habitants en 2006.

## Histoire
De 1975 à 1998, la gmina est attachée administrativement à la voïvodie de Chełm.

Depuis 1999, elle fait partie de la voïvodie de Lublin.

## Géographie
La gmina inclut les villages et localités de :

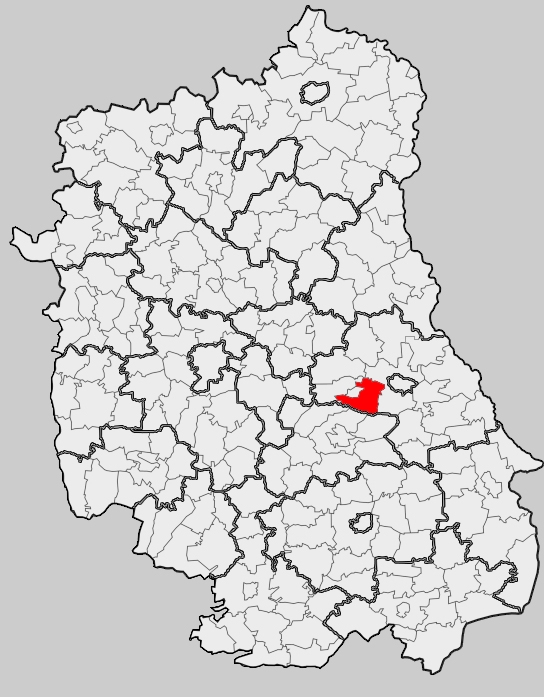
Position de la gmina dans la voïvodie

- Adamów
- Aleksandria Krzywowolska
- Aleksandria Niedziałowska
- Bańkowszczyzna
- Bieniów
- Czechów Kąt
- Elżbiecin
- Hruszów
- Kobyle
- Leonów
- Marynin
- Marysin
- Niedziałowice Drugie
- Niedziałowice Pierwsze
- Niemirów
- Rejowiec
- Rybie
- Siedliszczki
- Stary Majdan
- Wereszcze Duże
- Wereszcze Małe
- Wólka Rejowiecka
- Zagrody
- Zawadówka
- Zyngierówka

### Gminy voisines
La gmina de Rejowiec est voisine de :

la ville de :
- Rejowiec Fabryczny

et des gminy suivantes :
- Chełm
- Krasnystaw
- Łopiennik Górny
- Rejowiec Fabryczny
- Siennica Różana

## Structure du terrain
D'après les données de 2002, la superficie de la commune de Rejowiec est de 106,25 kilomètres carrés, répartis comme telle :
- terres agricoles : 63 %
- forêts : 24 %

La commune représente 9,34 % de la superficie du powiat.

## Démographie
Données du 30 juin 2004:
| Description        | Total  | Total | Femmes | Femmes | Hommes | Hommes |
| ------------------ | ------ | ----- | ------ | ------ | ------ | ------ |
| Unité              | Nombre | %     | Nombre | %      | Nombre | %      |
| Population         | 6 763  | 100   | 3 446  | 51     | 3 317  | 49     |
| Densité (hab./km²) | 63,7   | 63,7  | 32,4   | 32,4   | 31,2   | 31,2   |